# Banderas, Hidalgo
Banderas är en ort i Mexiko.   Den ligger i kommunen Huautla och delstaten Hidalgo, i den sydöstra delen av landet, 200 km nordost om huvudstaden Mexico City. Banderas ligger 180 meter över havet och antalet invånare är 259.
Terrängen runt Banderas är lite kuperad. Runt Banderas är det ganska tätbefolkat, med 80 invånare per kvadratkilometer. Närmaste större samhälle är Benito Juárez, 14,4 km söder om Banderas. Omgivningarna runt Banderas är en mosaik av jordbruksmark och naturlig växtlighet.